# John Shore, I barone Teignmouth
John Shore, I barone Teignmouth (5 ottobre 1751 – 14 febbraio 1834), è stato un funzionario britannico che ha servito come governatore generale dell'India nel periodo tra il 1793 e il 1798.

## Biografia
Shore ha frequentato la Harrow School. Nel 1769 divenne un funzionario pubblico nell'India britannica. Dal 1787 al 1789 fu membro del Consiglio Supremo. Nel 1793 successe a Charles Cornwallis, I marchese Cornwallis, come governatore generale di Fort William. Shore mantenne la carica fino al 1798. Durante il suo mandato, è intervenuto ad Awadh e ha sostituito il Nababbo Wazir Ali Khan con Saadat Ali Khan.
Nel 1792 fu elevato a Baronetto, di Heathcote, nel 1798 nella Paria d'Irlanda a Barone di Teignmouth. Shore è stato il primo presidente della British and Foreign Bible Society.
Shore era un amico dell'indologo William Jones e divenne il secondo presidente dell'Asiatic Society dopo la sua morte nel 1794. Ha pubblicato la biografia di Jones nel 1804.
Il botanico William Roxburgh diede a lui il nome del genere di albero tropicale Shorea.